# Carretera transcanadiense

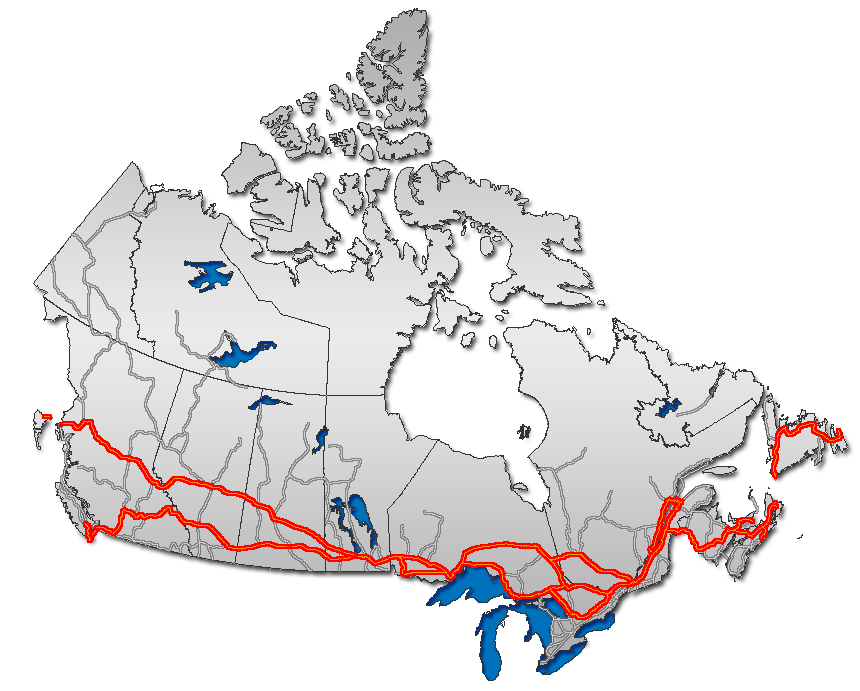
Carretera Transcanadiense.

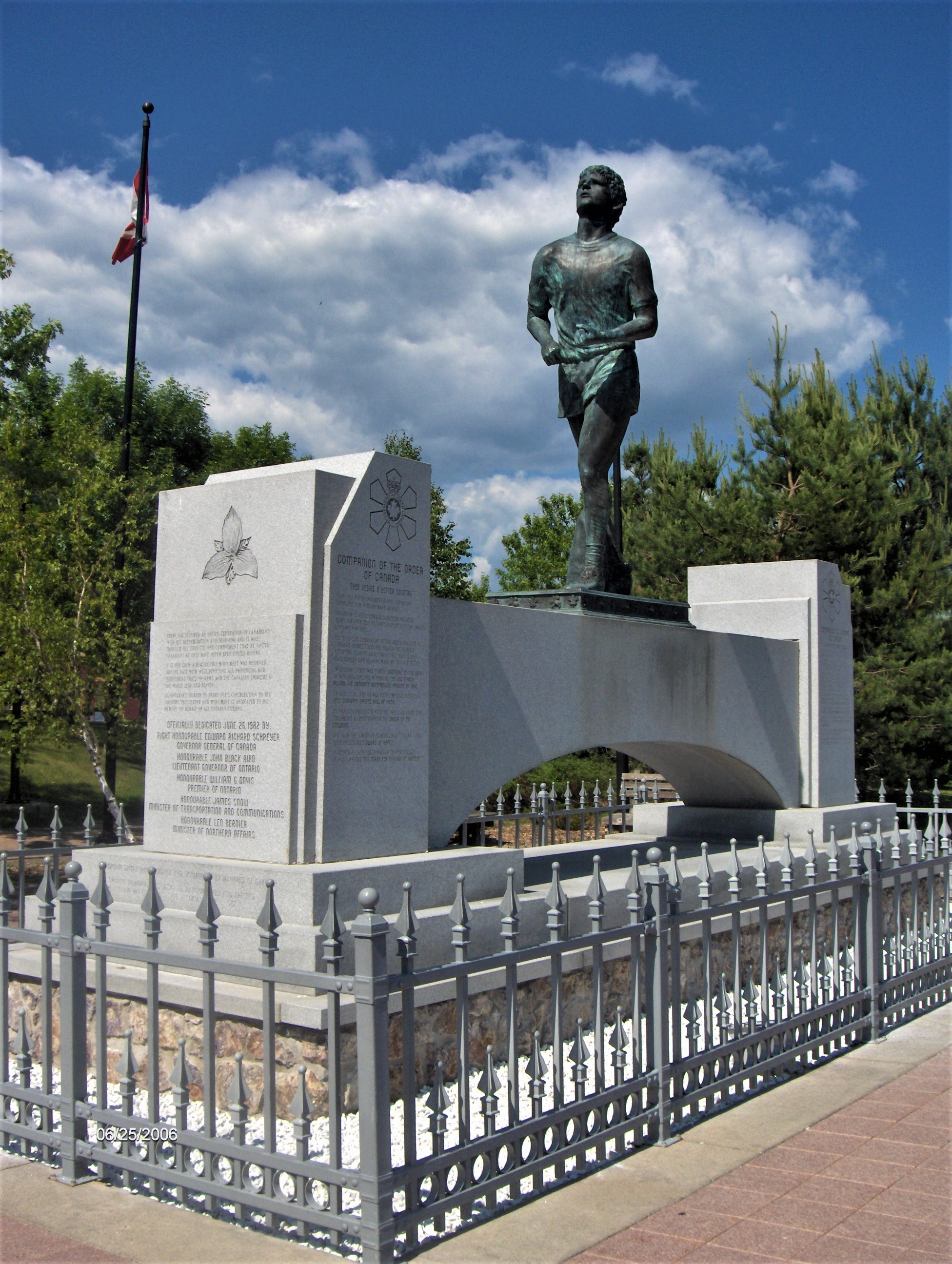
Highway 11/17- Terry Fox

La Carretera Transcanadiense (en inglés: Trans-Canada Highway, en francés: Route Transcanadienne) es un sistema vial de carreteras federal-provincial que enlaza las diez provincias de Canadá. Esta carretera es, después de la Australia's Highway 1 y de la Carretera transiberiana, la tercera autopista nacional más larga del mundo, ya que su ruta principal atraviesa 7821 kilómetros. El sistema fue aprobado mediante la Ley de la Carretera Transcanadiense de 1948 (Trans-Canada Highway Act of 1948), si bien la construcción no comenzó hasta 1950. Fue abierta al tráfico oficialmente en 1962 y terminada en 1971.
Atraviesa algunas de las principales ciudades del país como son Vancouver, Calgary, Montreal, Winnipeg, Ottawa,  Quebec, Victoria y Edmonton.